# Althaea cannabina

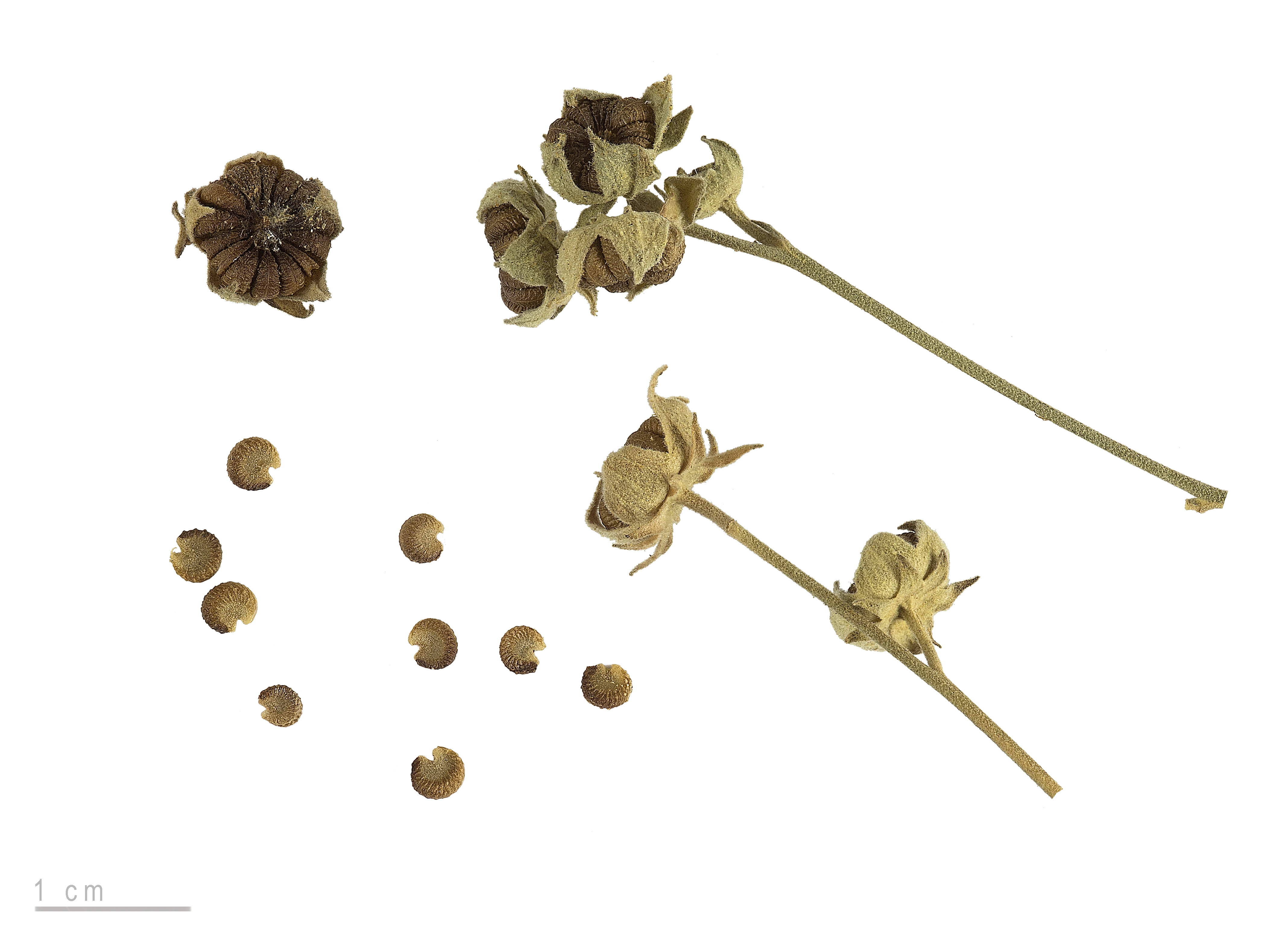
Althaea cannabina - MHNT

Althaea cannabina, comúnmente llamada matilla cañamera, es una especie de la familia de las malváceas, distribuida desde Portugal y el noroeste de África hacia el este hasta Turquía, excepto Baleares, Córcega, Creta y Chipre.

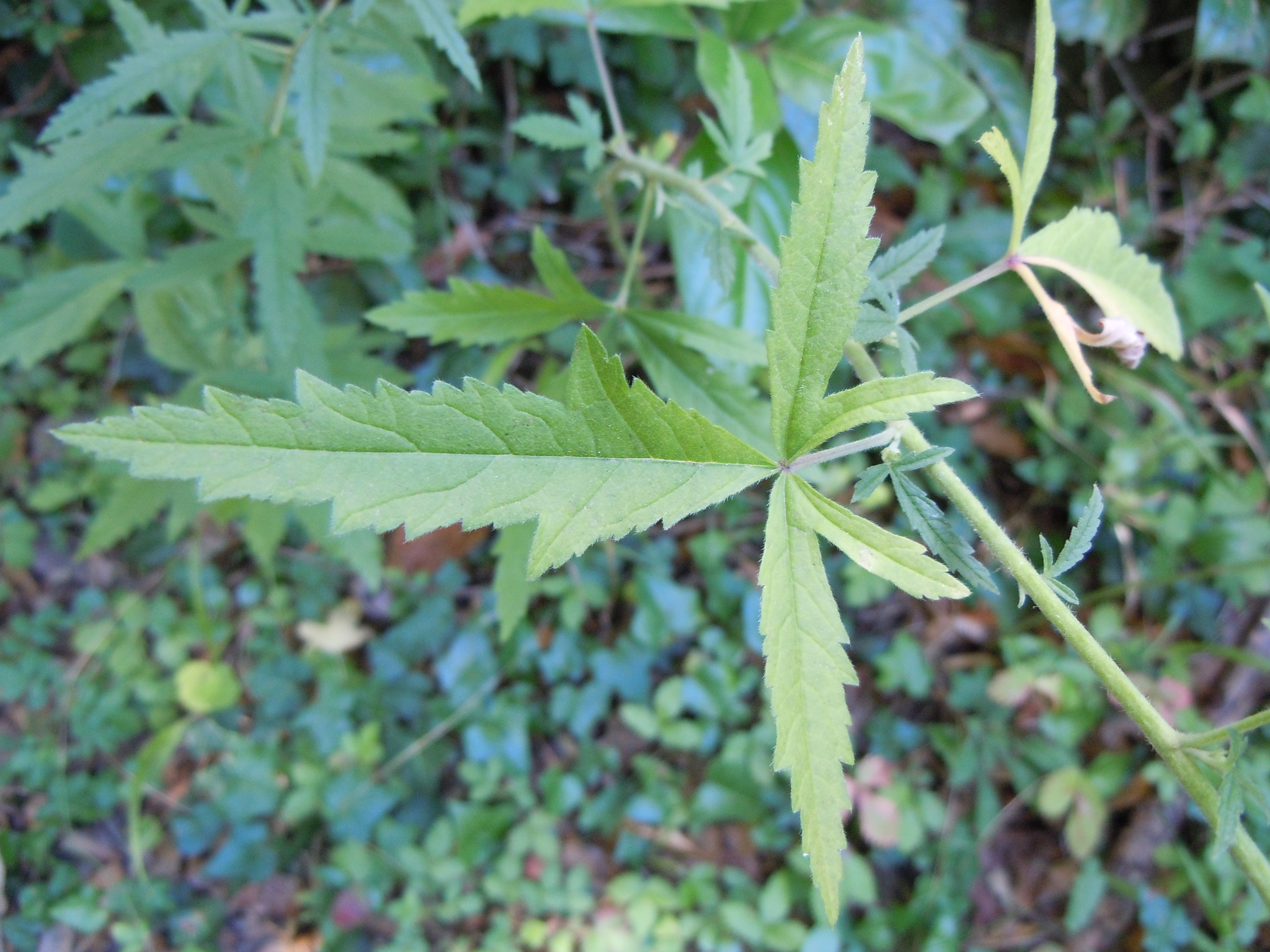
Detalle de las hojas

 Se la encuentra en sotos ribereños.

## Descripción
Este género es de aspecto muy similar al de las malvas, pero se diferencia de él en que sus especies poseen un doble cáliz; el verdadero está formado también por 5 sépalos soldados, pero por fuera aparece otro, llamado epicáliz, dividido 6-9 veces. Es una planta perenne de hasta 2 m de altura, y cubierta de una fina pubescencia, fácilmente reconocible por sus hojas profundamente hendidas en 3-7 segmentos lineares o linear-lanceolados, dentados o lobulados. Las flores aparecen solitarias o en racimos largamente pedunculados, axilares; los pétalos miden entre 1,5 y 3 cm, son rosados y doblan en longitud a los sépalos. Frutillos tranversalmente rugosos en la cara dorsal y con ángulos redondeados.

## Taxonomía
Althaea cannabina fue descrita por Carlos Linneo y publicado en Species Plantarum, vol.  2, p. 686, en el año 1753. La especie tipo es Althaea officinalis L.
Etimología
Althaea: nombre genérico del Griego αλθαία, -ας, derivado de άλθω, médico, medicina, curar; luego al Latín althaea, -ae, el Malvavisco o altea (Althaea officinalis), pero también otras malváceas.
cannabina: epíteto latíno que significa "como cáñamo"
Sinonimia
- Althaea kotschyi
- Althaea cannabina subsp. narbonensis

## Nombres comunes
- Cañamera, cañamera ancha, cañamera angosta, cáñamo silvestre, malva, malva cañamera, malvarisco, malvavisco, malvavisco cañamero, malví, matilla cañamera.[7]